# Sugihwaras (Pekalongan Timur)
Sugihwaras is een bestuurslaag in het regentschap Pekalongan van de provincie Midden-Java, Indonesië. Sugihwaras telt 2555 inwoners (volkstelling 2010).